# Daniela Payssé
Daniela Payssé   (Montevideo, 17 d'octubre de 1946 - Montevideo, 21 de desembre de 2018) va ser una política uruguaiana que va pertànyer al sector Assemblea Uruguai del Front Ampli. Va ser escollida senadora en les eleccions presidencials de 2014.

## Trajectòria política
El 2000 va ser Representant Nacional suplent per Montevideo, càrrec que va ocupar fins a 2005, integrant la Comissió d'Hisenda. El 2005 va ser reelegida com a Representant Nacional pel sector Assemblea Uruguai del Front Ampli. En aquest període va integrar les comissions de Drets Humans, Pressupostos, i Gènere i Equitat. També va presidir la Comissió Especial de Seguiment de la Situació Carcerària de l'Assemblea General. Va presidir la Comissió de Drets Humans de l'Assemblea General, encarregada de la integració del Consell Directiu de la Institució Nacional de Drets Humans i Defensoria del Poble. El 2010, és novament reelegida com a Representant Nacional per Montevideo.
Va formar part de les Comissions de Drets Humans, de Pressupost, de la Comissió Especial de Gènere i Equitat, Comissió Especial de Seguiment de la Situació carcerària de l'Assemblea General i va integrar la Bancada Bicameral Femenina, que és integrada per legisladores de tots els partits polítics de l'Uruguai. També va integrar el Parlament del Mercosur pel període 2010-2015. El 2013 assumeix la primera vicepresidència de la Cambra de Representants.
En les eleccions presidencials de 2014 va ser escollida senadora pel seu partit.
Va morir el 21 de desembre de 2018, als 72 anys. Tenia sis fills i vuit nets.